# Bambusa crispiaurita
Bambusa crispiaurita är en gräsart som beskrevs av Wan Tao Lin och Z.M.Wu. Bambusa crispiaurita ingår i släktet Bambusa och familjen gräs. Inga underarter finns listade i Catalogue of Life.